# Jyothika
Jyothika Saravanan (Bombay, 18 de octubre de 1977), más conocida como Jyothika, es una actriz india que aparece predominantemente en películas en lenguaje tamil. También ha actuado en algunas películas en kannada, malabar, telugu e hindi.

## Biografía
Debutó en Bollywood en la película hindi Doli Saja Ke Rakhna, dirigida por Priyadarshan. Protagonizó su primera película tamil, llamada Vaali y su primera película en telugu, Tagore, junto a Chiranjeevi. Recibió elogios de la crítica por interpretar a una mujer ciega en Perazhagan, por su actuación en Chandramukhi, por encarnar a una niña sordomuda en Mozhi y por su papel como una mujer de mediana edad en 36 Vayadhinile. Sin embargo, el punto de inflexión de su carrera vino con los éxitos de Vaali (1999) y Kushi (2000). En la cima de su carrera, aceptó interpretar el papel de antagonista en Pachaikili Muthucharam (2007).
Jyothika dejó la industria del cine momentáneamente y se casó con el actor Suriya el 11 de septiembre de 2006, después de haber estado involucrada en una relación por varios años. Ganó tres premios Filmfare, tres Tamil Nadu State Film Awards, Dinakaran Awards, International Tamil Film Awards y otros premios y nominaciones. También recibió el Premio Kalaimamani. Regresó al cine en la película 36 Vayadhinile (2015), que recibió buenas críticas, especialmente por su actuación, y recibió el Premio Filmfare Critics a la Mejor Actriz por dicha película.